# Johannes Eck

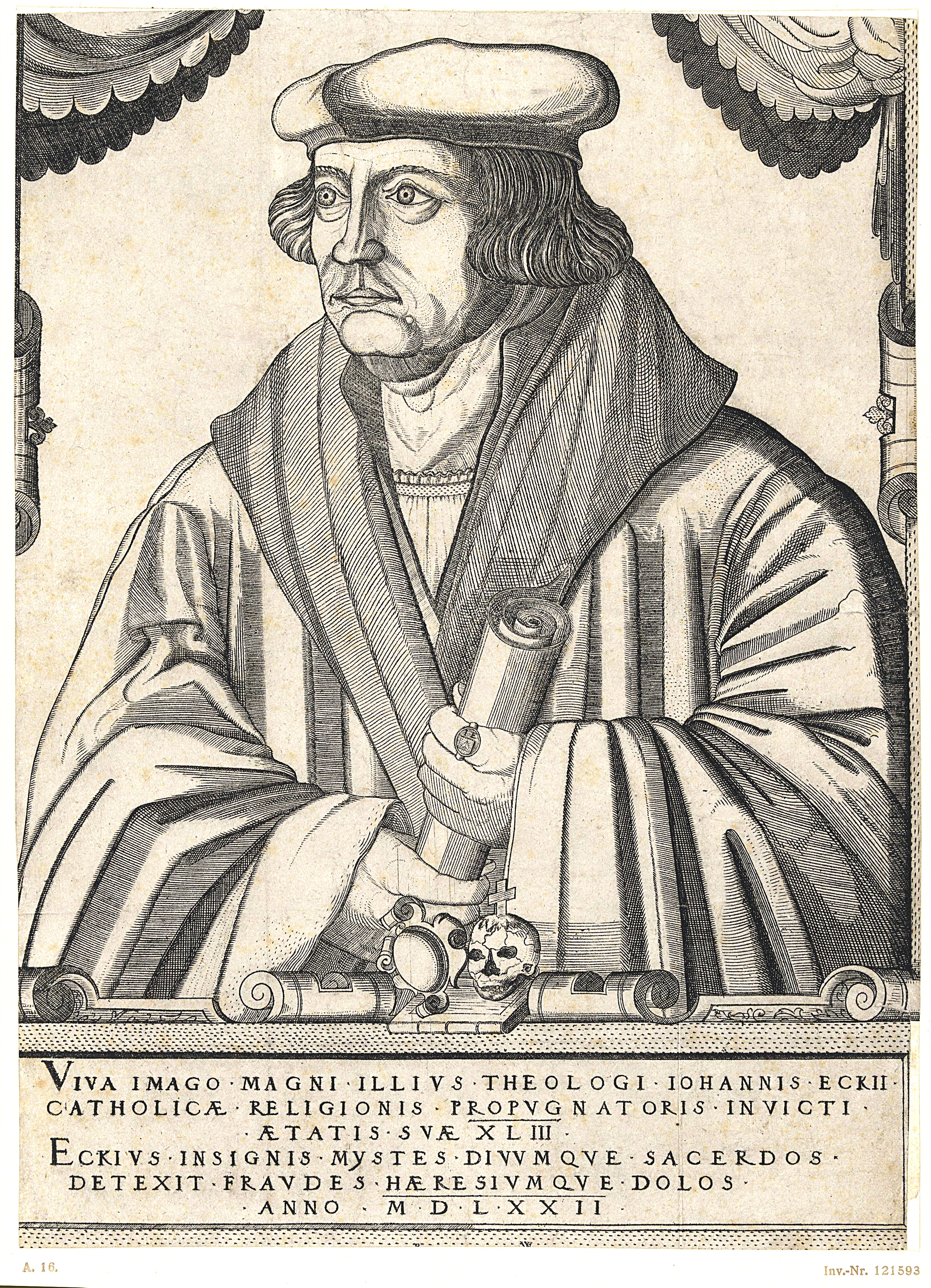
Kupferstich von Johannes Eck

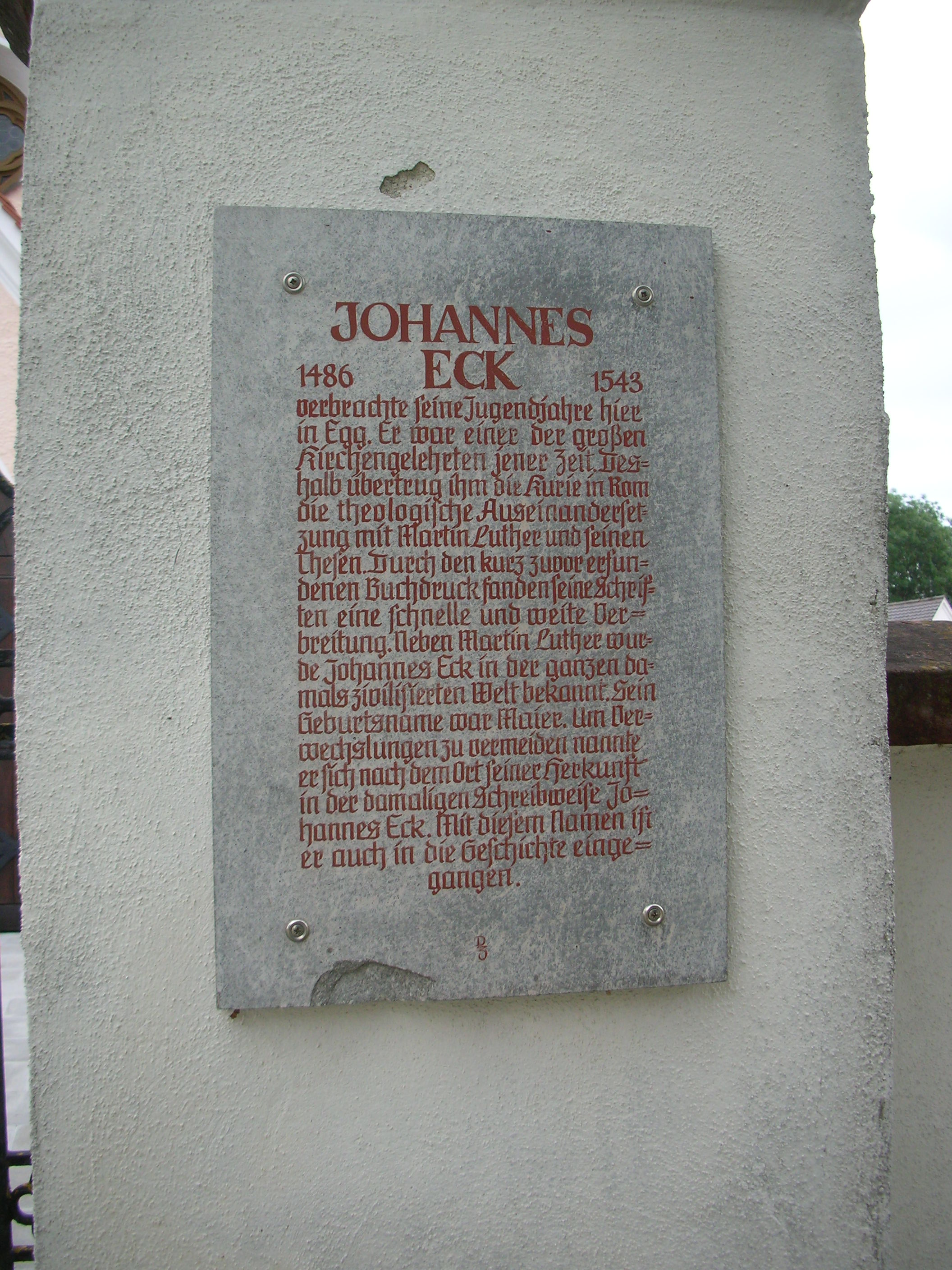
Gedenktafel am Friedhof in Egg an der Günz

Johannes Eck, eigentlich Johannes Mayer, auch Johann Maier, nach seinem Geburtsort Eck (Egg) genannt (* 13. November 1486 in Egg an der Günz; † 10. Februar 1543 in Ingolstadt), war ein katholischer Theologe und Gegner Martin Luthers.

## Leben
Der Sohn des Dorfamtmanns Michael Maier entstammte einfachen Verhältnissen und wuchs bei seinem Onkel, dem Pfarrer Martin Mayer, in Rottenburg am Neckar auf. Er studierte ab seinem zwölften Lebensjahr Theologie, Philosophie, Philologie sowie Rechts- und Naturwissenschaften an den Universitäten Heidelberg, Tübingen und Köln. In Tübingen hörte er Vorlesungen von Wendelin Steinbach, einem Schüler Gabriel Biels. In Freiburg im Breisgau verkehrte er in den Humanistenkreisen um Ulrich Zasius. Am 13. Dezember 1508 empfing er in Straßburg die Priesterweihe.
Nachdem er an der Universität Freiburg promoviert worden war, wurde er 1510 Professor der Theologie an der aufstrebenden Universität Ingolstadt, die durch ihn und andere Theologen wie Franz Burckhardt, Leonhard Marstaller und Petrus Canisius zum intellektuellen Zentrum der Gegenreformation wurde. Zudem war er Domherr in Eichstätt und Pfarrer der Ingolstädter Gemeinden St. Moritz und Liebfrauenmünster. Eck galt als herausragender Rhetoriker und verfügte über eine für die Verhältnisse seiner Zeit außergewöhnliche Bildung.

### Eck zum Zinsverbot
Jakob Fugger, Kaufmann und Bankier in Augsburg, sah das generelle Zinsverbot als Hindernis für sein Bankhaus an. Er beauftragte zunächst den Juristen und Verteidiger der Augsburger Kaufleute Konrad Peutinger mit der Klärung der Fragen um Zins und Zinswucher. Dieser kontaktierte Johannes Eck und bat ihn, ein theologisches Gutachten über einen vorgeschlagenen Depositenvertrag zu erstellen. Der Vertrag stand dem traditionellen Zinsverbot der römisch-katholischen Kirche entgegen und befürwortete einen Zins von 5 %. Damit wurde Eck in die wirtschaftlichen Spannungen und Dynamiken des Frühkapitalismus hineingezogen. Als Hintergrund ist bedeutsam, dass Eck bei dem zinsfreundlichen Tübinger Professor Konrad Summenhart studiert hatte.
Am 12. Juli 1515 erregte Eck bei einer Disputation an der Universität Bologna mit Theologen und Juristen zur Frage des oberdeutschen Zinsstreits Aufsehen. Er argumentierte, dass die Einlagen zu Zins und Verlust nicht bedenklich seien, im Gegensatz zu festverzinslichen Anlagen. Die Vorarbeiten leistete Eck mit seinem „Tractatus de contractu quinque de centum“ (1514); er führte darin dreihundert Argumente auf. In der zentralen Frage des Zinsnehmens plädierte er im Sinne des Bankhauses Fugger für die moderne Position eines Zinses von fünf Prozent. Die Verteidigung dessen, was sich schon längst in der Praxis durchgesetzt und bewährt hatte, ließ Eck in den Augen seiner Kritiker als Fuggerknecht, Opportunist und Handlanger des Großkapitals erscheinen.
Durch sein Engagement sicherte Eck sich Jakob Fuggers Patronage. Eck hatte vielfältige Interessen, so plante er eine Schrift über die indigene Bevölkerung der westindischen Inseln. Im Jahre 1518 übersetzte er das Werk Tractat von baiden Sarmatien von Maciej Miechowita, das er Jakob Fugger widmete.

### Eck und Martin Luther

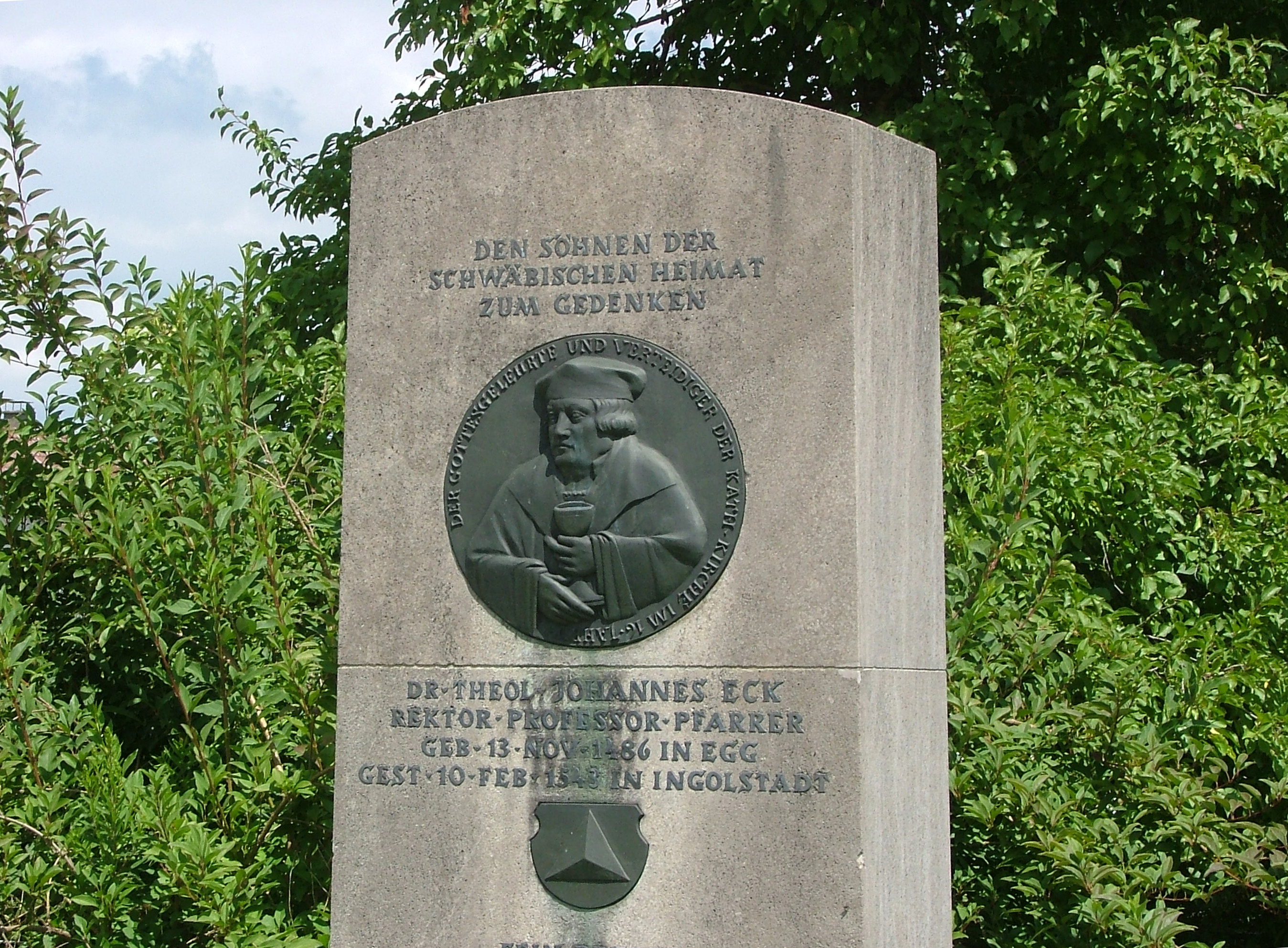
Gedenkstein im heutigen Egg an der Günz

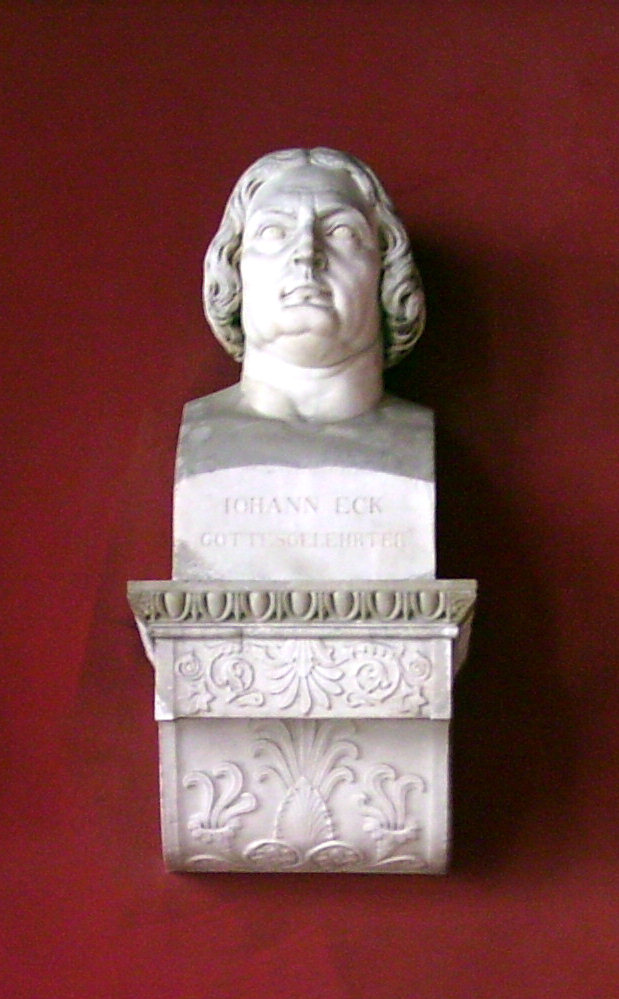
Büste Ecks in der Ruhmeshalle, München

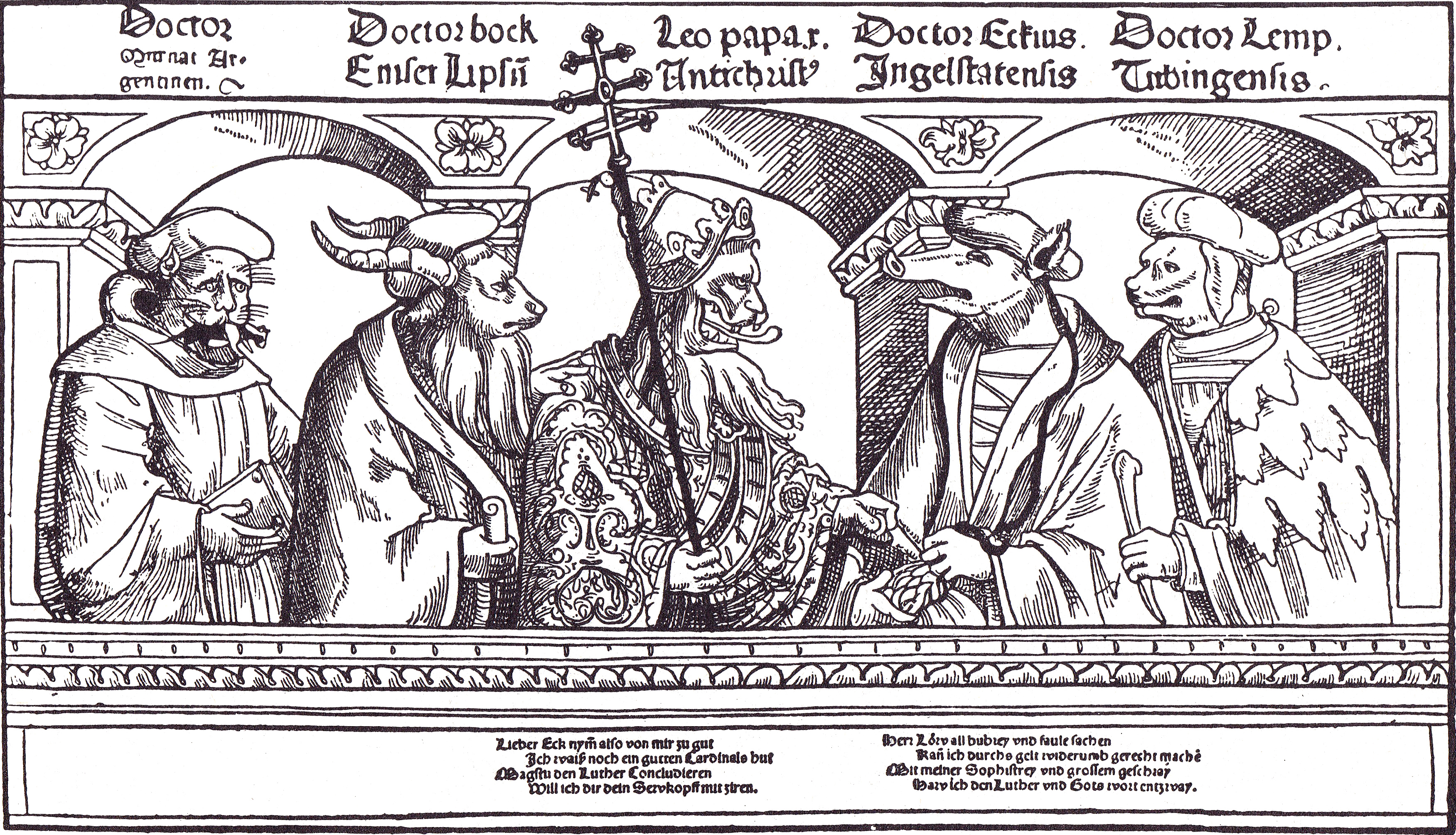
Satirische Darstellung von Martin Luthers Gegnern. Holzschnitt eines Flugblatts zur Zeit des römischen Prozesses. Links der Franziskaner Thomas Murner als Kater, neben ihm der Theologe Hieronymus Emser als Bock. In der Bildmitte mit Löwenmaul ist Papst Leo X. als Antichrist bezeichnet, rechts von ihm Johannes Eck als Schwein und der Tübinger Theologieprofessor Jakob Lemp als Hund. Laut Bildunterschrift verspricht der Papst Eck die Erhebung zum Kardinal, wenn dieser Luther erledige.

Anfänglich stand Eck den Anliegen Luthers wohlwollend gegenüber. Nach der Publikation der 95 Thesen verfasste er jedoch als Antwort handschriftliche, nur für den Eichstätter Fürstbischof Gabriel von Eyb gedachte „Adnotationes“ (Anmerkungen zu 18 Thesen Luthers), die durch Eichstätter Indiskretion zu Luther gelangten und bald als Obelisci (= Spießchen, wie man sie zur Notierung verdächtiger Stellen in Handschriften und Büchern gebrauchte) tituliert wurden. Luther wiederum antwortete darauf mit den Asterisci (= Sternchen zur Kennzeichnung von Anmerkungen). Als die Unterschiede in der Haltung zum Ablass, zur Willensfreiheit, zur Rechtfertigung und zum Papsttum immer offensichtlicher wurden, kam es 1519 zur Leipziger Disputation, bei der Eck gegen Martin Luther und Andreas Bodenstein (genannt Karlstadt) antrat. Er verteidigte die katholischen Positionen und konnte durch geschicktes Taktieren den Heißsporn Luther zur Aussage verleiten, einige Thesen des vom Konzil von Konstanz als Häretiker verurteilten und verbrannten Jan Hus seien „wahrhaft evangelisch“. Im gleichen Jahr veröffentlichte Eck sein Werk De primatu Petri, in dem er nachhaltig und überzeugt das Papstamt gegen die lutherische Kritik verteidigte.
1520 reiste Eck nach Rom, um beim Papst eine Weiterführung des Prozesses gegen Luther zu erwirken. Leo X. erließ am 15. Juni 1520 die Bulle Exsurge Domine, die 41 Sätze Luthers als häretisch verdammte, die Verbrennung seiner Schriften anordnete und ihm den Bann androhte, falls er nicht binnen 60 Tagen widerrufen würde. Zurück in Deutschland, veröffentlichte Eck die päpstliche Bannandrohungsbulle gegen Luther. Auch in der Disputation in Baden (Schweiz) (1526), in der Eck einen Sieg über Johannes Oekolampad und Berchtold Haller erringen konnte, auf dem Reichstag zu Augsburg (1530) und in den Religionsgesprächen in Worms (1541) und Regensburg (1541) kämpfte er polemisch gegen die protestantische Lehre. In dieser Zeit wurde Eck Zielscheibe der protestantischen Propaganda und zum Feindbild der Reformation stilisiert. Luther nannte ihn „Doktor Sau“ und „das Schwein aus Ingolstadt“ oder verkürzte den Titel „Doctor Eck“ zu „Dreck“.

### Innerkatholische Reformen und Eck-Bibel
1525 erschien Ecks Standardwerk Enchiridion locorum communium adversus Lutherum, in dem er seine Ablehnung des Protestantismus begründete. Das Buch erreichte 46 Auflagen. Eck mahnte kirchliche Reformen an, so eine Verbesserung der Priesterausbildung und die Abschaffung des Pfründenwesens und des Ablassmissbrauchs. Diese Forderungen wurden nach seinem Tod auf dem Konzil von Trient aufgegriffen und weitgehend umgesetzt. Er veröffentlichte ein fünfbändiges Predigtbuch, um die Qualität der Homilien in der katholischen Kirche zu verbessern. Den Ansatz der Reformatoren lehnte er jedoch entschieden ab, da er seiner Ansicht nach ein verfälschender Eingriff in die geistlich-theologische Tradition des Christentums war.
Besondere Bedeutung hat auch die Eck-Bibel, eine Bibelübersetzung von Johannes Eck aus dem Jahr 1537, die sich theologisch direkt gegen Luther wendete und deshalb zu den katholischen Korrekturbibeln zählt. Sprachwissenschaftlich ist sie ebenfalls interessant, da sie nicht wie die Lutherbibel in einem ostmitteldeutschen Sächsisch, sondern in einem eher bairischen Oberdeutsch verfasst ist. Sie war im katholischen, Oberdeutsch sprechenden Süden bis ins 17. Jahrhundert verbreitet und wurde in insgesamt sieben Auflagen gedruckt, meist in Ingolstadt, aber auch in Köln.

### Pfarrer und Prediger
Johannes Eck war neben seiner Tätigkeit als Professor auch Pfarrer in Ingolstadt, zunächst an St. Moritz (1519–1525) und dann an der Pfarr-, Herzogs- und Universitätskirche, dem heutigen Münster Zur Schönen Unserer Lieben Frau (1525–1532 und 1538–1540). Dazu legte er für sich und seine Nachfolger 1525 ein Pfarrbuch mit sämtlichen praxisrelevanten Informationen an und schuf so eine ergiebige Quelle für den Gottesdienst und den pfarrlichen Alltag einer katholischen Gemeinde in der Reformationszeit. Detailliert beschreibt Eck das gesamte Kirchenjahr mit den lokalen Besonderheiten und stellt exakt die Aufgaben der drei Kooperatoren und 15 Kaplane dar. Außerdem sind die Regelung finanzieller Angelegenheiten u. ä. beschrieben. Dieses Pfarrbuch liegt inzwischen kommentiert, ediert und übersetzt vor und zeigt eine bisher wenig beachtete Seite Ecks: Er legte Wert auf eine feierliche und zugleich volksnahe Liturgie, die volkssprachliche Lieder, zahlreiche Prozessionen und die beim Volk geschätzten szenischen Formen (etwa am Hl. Grab; Auffahrt an Christi Himmelfahrt) umfasste.
Besonderen Eifer zeigte Eck als Prediger, wie seine erhaltenen handgeschriebenen Predigtskizzen dokumentieren. In der Verkündigung des Wortes Gottes sah er seine Hauptaufgabe als Pfarrer. Die praktische Seelsorge (Taufen, Begräbnisse etc.) hatte er an seine drei Kooperatoren delegiert. Eck ist im Ingolstädter Münster in der Nähe der Sakramentskapelle bestattet.

### Antijudaismus
1541 erschien sein Werk mit dem Titel Ains Juden büechlin Verlegung darin ain Christ ganzer Christenheit zu schmach wil es geschehe den Juden unrecht in bezichtigung der Christen kinder mordt. Hierin findst auch vil histori, was übels und büeberey die Juden in allem teütschen Land und anderen künigreichen gestift haben. Darin bezeichnete Eck es als „Schmach für die ganze Christenheit“, dass ein Christ – gemeint war der evangelische Theologe Andreas Osiander – die Juden gegenüber dem Vorwurf des Ritualmords an christlichen Kindern verteidigt hatte. Eck fasste alle Vorwürfe des Antijudaismus seiner Zeit zusammen, neben dem Ritualmord auch Wucher, den Hostienfrevel und angebliche Giftanschläge, und fügte weitere hinzu: Er erklärte, die Juden steckten hinter der Kirchenspaltung, und deutete an, sie würden die Weltherrschaft anstreben. Nach Ansicht des Historikers Wolfgang Benz war Eck somit der „Ahnherr der Parole von der ‚jüdischen Weltverschwörung‘.“ Eck forderte, dass Juden ein Zeichen tragen, an dem man sie von Christen unterscheiden könnte; dass Juden nie als Zeugen gegen Christen aussagen dürften; dass Juden jede Gewerbeausübung untersagt würde; und dass Juden gezwungen werden sollten, christliche Predigten zu hören. Seine Schrift wurde bis ins 20. Jahrhundert positiv rezipiert. In der Zeit des Nationalsozialismus munitionierte Julius Streicher damit eine Sonderausgabe seines Stürmer zum Thema Ritualmord.

### Monographien
- Marco Benini: Die Feier des Osterfestkreises im Pfarrbuch des Johannes Eck (= Liturgiewissenschaftliche Quellen und Forschungen 105). Aschendorff-Verlag, Münster 2016, ISBN 978-3-402-11270-0.
- Marco Benini: Johannes Eck – Kontroverstheologe und Pfarrer. Sein Pfarrbuch als Quelle für Liturgie und Frömmigkeit in der Reformationszeit. Eos-Verlag, St. Ottilien 2017, ISBN 978-3-8306-7825-0.
- Winfried Frey: Ritualmordlüge und Judenhaß in der Volkskultur des Spätmittelalters. Die Schriften Andreas Osianders und Johannes Ecks. In: Peter Dinzelbacher (Hrsg.): Volkskultur des europäischen Spätmittelalters. 1987, S. 177–197.
- Brigitte Hägler: Die Christen und die „Judenfrage“. Palm und Enke, Erlangen 1992.
- Erwin Iserloh: Johannes Eck (1486–1543): Scholastiker, Humanist, Kontroverstheologe (= Katholisches Leben und Kirchenreform im Zeitalter der Glaubensspaltung; 41). Verlag Aschendorff, Münster, 1981, ISBN 3-402-03340-2
- Anja Lobenstein-Reichmann: Sprachliche Ausgrenzung im späten Mittelalter und in der Frühen Neuzeit. De Gruyter, Berlin 2013, ISBN 9783110331011.
- Johannes Metzler: Tres orationes funebres in exequiiis Ioannis Eckii habitae … (1543) (= Corpus Catholicorum 16). Verlag Aschendorff, Münster 1930, S. LXXII–CXXXII.
- Benedikt Peter: Der Streit um das kirchliche Amt. Die theologischen Positionen der Gegner Martin Luthers. Verlag von Zabern, Mainz 1997, ISBN 3-8053-1977-0.
- Alfred Raddatz: Johann Ecks Widerlegung der Schrift Osianders gegen die Blutbeschuldigung der Juden. In: Siegfried Kreuzer und Kurt Lüthi (Hrsg.): Zur Aktualität des Alten Testaments, Festschrift für Georg Sauer. Peter Lang Verlag, Frankfurt am Main 1992, ISBN 3-631-44045-6, S. 177–186.
- Ingo Trüter: Gelehrte Lebensläufe. Habitus, Identität und Wissen um 1500. Universitätsverlag, Göttingen 2017, ISBN 978-3-86395-311-9. (Biografie von Johannes Eck, abschnittsweise verglichen mit Johannes Kingsattler und Willibald Pirckheimer)
- Johann Peter Wurm: Johannes Eck und der oberdeutsche Zinsstreit 1513–1515. Verlag Aschendorff, Münster, 1997, ISBN 3-402-03799-8.
- Max Ziegelbauer: Johannes Eck, Mann der Kirche im Zeitalter der Glaubensspaltung. EOS-Verlag, St. Ottilien 1987, ISBN 3-88096-054-2.

### Lexikon-Artikel
- Friedrich Wilhelm Bautz: Johannes Eck. In: Biographisch-Bibliographisches Kirchenlexikon (BBKL). Band 1, Bautz, Hamm 1975. 2., unveränderte Auflage. Hamm 1990, ISBN 3-88309-013-1, Sp. 1452–1454 (Artikel/Artikelanfang im Internet-Archive).
- Adolf Brecher: Eck, Johannes. In: Allgemeine Deutsche Biographie (ADB). Band 5, Duncker & Humblot, Leipzig 1877, S. 596–602.
- Erwin Iserloh: Eck, Johannes. In: Neue Deutsche Biographie (NDB). Band 4, Duncker & Humblot, Berlin 1959, ISBN 3-428-00185-0, S. 273–275 (Digitalisat).
- Erwin Iserloh: Eck, Johannes. In: Theologische Realenzyklopädie (TRE). Band 9, de Gruyter, Berlin / New York 1982, ISBN 3-11-008573-9, S. 249–258.
- Johann Peter Kirsch: Johann Eck. In: Catholic Encyclopedia, Band  5, Robert Appleton Company, New York 1909, S. 271b–273a.
- Bernhard Riggenbach, C. Endres: Eck, Johann. In: Realencyklopädie für protestantische Theologie und Kirche (RE). 3. Auflage. Band 5, Hinrichs, Leipzig 1898, S. 138–142.
- Hans-Michael Körner (Hrsg.): Große Bayerische Biographische Enzyklopädie. De Gruyter Saur, Berlin/New York 2005, Reprint 2010, S. 415–416
- Kurt Malisch: Eck, Johannes. In: Karl Bosl (Hrsg.): Bosls bayerische Biographie. Pustet, Regensburg 1983, ISBN 3-7917-0792-2, S. 162 f. (Digitalisat).

### Werke im Internet
- Digitalisate der Schriften Ecks nach dem Werkverzeichnis von Johannes Metzler

- Nachweis lateinischer Werke
- Digitalisat in Ungarn

### Biographien
- André Zünd: Eck, Johannes. In: Historisches Lexikon der Schweiz.
- Artikel im Leipzig-Lexikon

### Edition
Eine Digitale Edition des Briefwechsels von Johannes Eck, herausgegeben von Vinzenz Pfnür, ist auch nach dem Tod Pfnürs weiterhin online einsehbar, auch wenn er sie nicht vollständig abschließen konnte.